# Henry Ussing (jurist)
Henry Blom Ussing, född 5 maj 1886 i Vejlby, död 9 september 1954, var en dansk jurist, son till prästen Henry Ussing.
Ussing blev student 1904, juris kandidat 1910, 1914 docent vid Köpenhamns universitet, samma år juris doktor och 1918 Julius Lassens efterträdare som professor. Han blev 1920 medredaktör för "Ugeskrift for Retsvæsen" och var ordförande för Juridisk Forening 1929-46. Han invaldes 1945 som utländsk ledamot av Vetenskapsakademien i Stockholm.
Ussing utvecklade en omfattande författarverksamhet, särskilt på förmögenhetsrättens område. Förutom en lång rad avhandlingar och anmälningar i bland annat "Ugeskrift for Retsvæsen" och "Juridisk Tidsskrift" skrev han doktorsavhandlingen Skyld og Skade (1914), Bristende Forudsætninger (1918) och tillsammans med Julius Lassen Haandbog i Obligationsretten. Speciel Del. I. Gave, Køb og Bytte (1923), varjämte han 1919 och 1924 ombesörjde de andra och tredje upplagorna av Lassens "Lærebog i Obligationsrettens specielle Del", 1924 tredje upplagan av Lassens "Lærebog i romersk Privatret"; samma år utgav han Noter till Lassens obligationsrätts allmänna del och Tillæg til Romerretten. 
År 1920 levererade Ussing en kommenterad utgåva av lagen av 28 juni 1920 om införande av dansk personrätt m.m. i Sønderjylland. På danska regeringens uppdrag avgav han, tillsammans med professor Axel Nielsen, 1926 en redogörelse för de rättsliga spörsmål, som anknöt sig till ett införande av guldinlösbarhet av danska kronan genom ett fastställt guldvärde i likhet med den brittiska shillingen.